# 圭多·克罗塞托
圭多·克罗塞托（義大利語：Guido Crosetto，1963年9月19日—），意大利商人，政治家，2022年10月22日起在喬治亞·梅洛尼政府担任国防部长。